# Габор Капуварі
Габор Капуварі  (угор. Kapuvári Gábor; нар. 17 січня 1974, Будапешт) — угорський борець вільного стилю, бронзовий призер чемпіонату Європи, учасник Олімпійських ігор.

## Життєпис
Боротьбою почав займатися з 1981 року.
Виступав за борцівський клуб «Васас» Будапешт. Тренер — Ласло Дворак (з 1994).
На Олімпіаді 2000 року в Сіднеї виграв у підгрупі дві сутички у представників Румунії та Кот-д'Івуару, однак програв представнику Ірану Аміру Резі Хадему і до півфіналу не потрапив. У підсумку посів сьоме місце.

## Спортивні результати на міжнародних змаганнях

### Виступи на Олімпіадах
| Змагання                    | Збірна   | Вагова категорія          | Місце |
| --------------------------- | -------- | ------------------------- | ----- |
| Літні Олімпійські ігри 2000 | Угорщина | вільна боротьба, до 85 кг | 7     |

### Виступи на Чемпіонатах світу
| Змагання                        | Збірна   | Вагова категорія          | Місце |
| ------------------------------- | -------- | ------------------------- | ----- |
| Чемпіонат світу з боротьби 1998 | Угорщина | вільна боротьба, до 85 кг | 11    |
| Чемпіонат світу з боротьби 1999 | Угорщина | вільна боротьба, до 85 кг | 20    |
| Чемпіонат світу з боротьби 2002 | Угорщина | вільна боротьба, до 84 кг | 22    |

### Виступи на Чемпіонатах Європи
| Змагання                         | Збірна   | Вагова категорія          | Місце  |
| -------------------------------- | -------- | ------------------------- | ------ |
| Чемпіонат Європи з боротьби 1998 | Угорщина | вільна боротьба, до 85 кг | 5      |
| Чемпіонат Європи з боротьби 2000 | Угорщина | вільна боротьба, до 85 кг | Бронза |

### Виступи на інших змаганнях
| Змагання                                                      | Збірна   | Вагова категорія          | Місце  |
| ------------------------------------------------------------- | -------- | ------------------------- | ------ |
| Гран-прі Німеччини з боротьби 1998                            | Угорщина | вільна боротьба, до 85 кг | Срібло |
| Гран-прі Німеччини з боротьби 1999                            | Угорщина | вільна боротьба, до 85 кг | 9      |
| Олімпійський кваліфікаційний турнір з боротьби 2000 (Мінськ)  | Угорщина | вільна боротьба, до 85 кг | Срібло |
| Олімпійський кваліфікаційний турнір з боротьби 2000 (Лейпциг) | Угорщина | вільна боротьба, до 85 кг | 9      |
| Олімпійський кваліфікаційний турнір з боротьби 2000 (Токіо)   | Угорщина | вільна боротьба, до 85 кг | Бронза |
| Олімпійський кваліфікаційний турнір з боротьби 2000 (Мехіко)  | Угорщина | вільна боротьба, до 85 кг | Срібло |
| Гран-прі Німеччини з боротьби 2001                            | Угорщина | вільна боротьба, до 85 кг | 7      |

### Виступи на змаганнях молодших вікових груп
| Змагання                                      | Збірна   | Вагова категорія                 | Місце |
| --------------------------------------------- | -------- | -------------------------------- | ----- |
| Чемпіонат світу з боротьби серед кадетів 1990 | Угорщина | греко-римська боротьба, до 70 кг | 4     |
| Чемпіонат світу з боротьби серед юніорів 1992 | Угорщина | греко-римська боротьба, до 74 кг | 5     |